# Sportfreunde Gladbeck
Die Sportfreunde Gladbeck waren ein Sportverein aus Gladbeck im Kreis Recklinghausen. Die erste Fußballmannschaft gehörte sechs Jahre lang der II. Division West, damals die zweithöchste Spielklasse, an.

## Geschichte

### Strukturelle Entwicklung
Am 6. Januar 1920 wurde der Verein als VfR Gladbeck-Süd gegründet. Als offizielles Gründungsdatum wurde jedoch der 1. Januar 1920 angegeben. Im Jahre 1923 fusionierte der VfR mit der Fußballabteilung des TV 1912 Gladbeck und nannte sich nun Sportfreunde Gladbeck-Süd. Neun Jahre später wurde der Vereinsname auf Sportfreunde Gladbeck verkürzt. Im Jahre 1968 fusionierte der Verein mit dem am 8. Juni 1952 gegründeten Verein SuS Rosenhügel zum 1. FC Gladbeck.

### Sportliche Entwicklung
Erste Erfolge feierten die Gladbecker in der Saison 1943/44, als die Mannschaft die Aufstiegsrunde zur Gauliga Westfalen erreichten. Dort wurden sie in ihrer Gruppe ohne Punktgewinn Letzter. Vier Jahre später wurden die Sportfreunde Vizemeister der Bezirksklasse Gelsenkirchen hinter dem VfL Resse 08 und schafften über die folgende Aufstiegsrunde den Aufstieg in die Landesliga Westfalen, die seinerzeit höchste Amateurliga Westfalens war. Dort spielten die Gladbecker zunächst gegen den Abstieg. Im Jahre 1953 konnte die Mannschaft den Abstieg erst durch einen 2:1-Entscheidungsspielsieg über die SpVgg Rheine sicherstellen.
Drei Jahre später sicherten sich die Sportfreunde durch einen 2:1-Entscheidungsspielsieg über Germania Datteln zunächst die Meisterschaft der Landesligagruppe 4 und erreichten bei der Westfalenmeisterschaft Platz drei hinter dem Dortmunder SC 95 und den Sportfreunden Siegen. Gleichzeitig qualifizierten sich die Gladbecker für die neu geschaffene Verbandsliga Westfalen, wo die Sportfreunde auf Anhieb Meister der Gruppe 2 wurden. In den Endspielen um die Westfalenmeisterschaft unterlag die Mannschaft der SpVg Beckum. Da sowohl die Beckumer als auch der Mittelrheinmeister Stolberger SV auf den Aufstieg in die II. Division West verzichteten, rückten die Sportfreunde Gladbeck nach.
Entgegen allen Unkenrufen konnten sich die Sportfreunde sechs Jahre lang in dieser Liga halten und zogen im Schnitt bis zu 5.500 Zuschauer in das Stadion Gladbeck. In den Spielzeiten 1959/60 und 1960/61 wurden mit dem achten Platz die besten Platzierungen erreicht. Lediglich in der 1961/62 geriet die Mannschaft in ernsthafte Abstiegsgefahr. In der Saison 1962/63 ging es um die Qualifikation für die neu geschaffenen Regionalliga West, für die sich die ersten acht Mannschaften qualifizieren sollten. Hierfür lagen die Sportfreunde vor dem letzten Spieltag in einer aussichtsreichen Position.
Am letzten Spieltag empfingen die Gladbecker den direkten Konkurrenten SV Sodingen. Zunächst vergab Gladbecks Ernst Brünglinghaus einen Elfmeter, ehe die Gäste noch mit 2:0 gewinnen konnten. Mit zwei Punkten Rückstand auf Rang acht, den der Duisburger SpV einnahm, wurden die Sportfreunde Elfter und stiegen ab. 1965 stiegen die Gladbecker als abgeschlagener Tabellenletzter aus der Verbandsliga ab und verpassten sowohl 1967 als auch 1968 als Vizemeister hinter Preußen Hochlarmark bzw. Eintracht Ahaus den Wiederaufstieg. 1968 fusionierten die Sportfreunde mit SuS Rosenhügel zum 1. FC Gladbeck.

## Persönlichkeiten
- Hermann Eppenhoff
- Adolf Lukaschewski
- Alfred Mikuda
- Rolf Pawellek
- Gerhard Prokop
- Günter Siebert
- Friedhelm Strzelczyk
- Willi Vordenbäumen

## Nachfolgevereine

### 1. FC Gladbeck

Vereinslogo 1. FC Gladbeck

In den ersten Jahren nach der Fusion spielte der 1. FC um den Aufstieg in die Verbandsliga. 1969 wurden die Gladbecker Vizemeister hinter dem SC Hassel, verloren aber das entscheidende Aufstiegsrundenspiel gegen die Sportfreunde Siegen mit 0:2. Noch dramatischer wurde es ein Jahr später, als der 1. FC die Saison punktgleich mit Hansa Scholven und dem SV Warendorf beendeten. Die angesetzte Entscheidungsrunde endete mit einem Patt, so dass die Entscheidung per Losverfahren zu Gunsten der Gladbecker fiel. Nach einem 4:1 über den SV Netphen fiel die Entscheidung im Spiel gegen den TuS Hattingen, dass der 1. FC trotz Überzahl mit 1:2 verlor. Mit den Gladbeckern ging es in der Folgezeit bergab. 1971 stieg die Mannschaft aus der Landesliga ab und musste 1978 den Gang in die Kreisliga antreten. In der Saison 1997/98 kehrte der Verein nochmal in die Landesliga zurück, ehe der 1. FC nach drei Abstiegen in Folge 2000 wieder in der Gelsenkirchener Kreisliga B angekommen war. Nach einem kurzen Bezirksligagastspiel in der Saison 2011/12 spielen die Gladbecker wieder in der Kreisliga A. Der Verein löste sich zum 30. Juni 2016 auf. Mit Detlef Krella, Pierre-Michel Lasogga und Volkan Ünlü brachte der 1. FC Gladbeck drei spätere Profis hervor.

### Schwarz-Blau Gladbeck
Die Mitglieder des 1. FC Gladbeck traten dann zum 1. Juli 2016 dem im Jahre 1921 gegründeten Verein SuS Schwarz-Blau Gladbeck bei. Der SuS Schwarz-Blau schaffte im gleichen Jahr den Aufstieg in die Kreisliga A, musste aber direkt wieder absteigen. Im Jahre 2019 standen die Gladbecker kurz vor dem Wiederaufstieg, verloren aber das Entscheidungsspiel gegen Westfalia Gelsenkirchen II mit 0:2. Vier Jahre später wurde die Mannschaft Vizemeister hinter der zweiten Mannschaft des SC Hassel und stieg in die Kreisliga A auf. In der folgenden Saison 2023/24 wurde allerdings die Qualifikation für die ab 2024 eingleisige Kreisliga A verpasst.